# Vliegbasis Melsbroek
Vliegbasis Melsbroek is een luchtmachtbasis van de Luchtcomponent van Defensie in Melsbroek bij Brussel. Het is een vliegbasis die de landingsbanen en grond- en luchtcontrole deelt met Brussels Airport.

## Geschiedenis
De Luftwaffe legde in 1940 in Melsbroek een vliegveld aan. In 1943 werd de kerktoren van de Sint-Catharina en Sint-Corneliuskerk te Diegem afgebroken op last van de Duitse bezetter omdat hij het vliegverkeer van en naar de Vliegbasis Melsbroek hinderde. In 1950-51 volgde de wederopbouw. Ook het dak van de Sint-Rumolduskerk en de kegelvormige daken op torens van het Kasteel ter Ham in Steenokkerzeel moesten er om die reden aan geloven. Het zou nog tot 1986 duren vooraleer de kerk zijn torenspits terugkreeg. De torens van het kasteel werden nooit heropgebouwd. Na de bevrijding in 1944 werd het vliegveld overgenomen door de geallieerde troepen, en werd het ook door de Belgische overheden uitgebouwd als vervanger van de kleine luchthaven in Haren. Bij de opening van Expo 58 werd ook een nieuw luchtvaartgebouw in Zaventem in gebruik genomen. De site in Melsbroek werd een aangrenzende militaire luchthaven.
In het kader van de vervanging van de C-130 Hercules door de Airbus A400M werd voorzien in de vervanging van de hangars door een grotere hangar met plaats voor onderhoud van drie Airbus A400M-toestellen. De bouw van de hangar, met een oppervlakte van 13.875 m², twee verdiepingen kantoorruimte, opslagruimte, ateliers en een refter met terras was gepland te starten in maart 2020. Door de coronapandemie startte de bouw enkele maanden later.  Het bouwproject had een voorziene kostprijs van 49,6 miljoen euro en diende in de zomer van 2021 te zijn afgerond. De eerste Airbus A400M landde op de vliegbasis op 9 oktober 2020. De hangar werd op 8 november 2021 officieel ingehuldigd.

## 15e Air Transport Wing
Melsbroek is de thuisbasis van de 15e Air Transport Wing. Deze Wing voert cargo- en troepentransporten uit met de Airbus A400M Atlas-toestellen van het 20ste smaldeel. Voor personaliteitentransport en medische interventies zijn er bij het 21ste smaldeel sinds 2020 twee Dassault Falcon 7X-jets in gebruik. 

### Geschiedenis 20ste smaldeel
Decennia lang was de Lockheed C-130 Hercules het veelzijdig transporttoestel dat door het 20ste smaldeel ingezet kon worden. De Belgische regering bestelde in 1970 twaalf toestellen die geleverd werden tussen juli 1972 en april 1973. De vloot verloor een eerste toestel door de crash van CH-06 op 15 juli 1996 op Vliegbasis Eindhoven, de zogeheten Herculesramp. Op 5 mei 2006 werd de vloot verder gereduceerd tot tien toestellen na een hangarbrand in Loods 40 te Zaventem. Een vervangtoestel, de CH-13, werd in maart 2009 in dienst genomen. Tussen december 2017 en december 2020 werden vijf toestellen afgeschreven en uit dienst genomen, wat de vlootgrootte terug bracht tot zes toestellen. Dit aantal werd met de levering van de nieuwe A400M toestellen verder gereduceerd en op 17 december 2021 werd de laatste C-130 met een afscheidsceremonie plechtig uit dienst genomen.
Vanaf 2020 tot 2023 worden voor de 15e Wing acht Airbus A400M-toestellen geleverd, zeven van Belgian Air Force en een extra A400M van de Luxemburgse strijdkrachten die ook in Melsbroek is gestationeerd onder het commando van een binationale eenheid ‘Belgium-Luxembourg Binational Air Transport Unit A400M’ (BNU A400M). Het eerste toestel, oorspronkelijk verwacht in mei, landde een eerste maal op de vliegbasis Melsbroek op 9 oktober 2020. Het betrof het toestel CT-01 van de Luxemburgse strijdkrachten. Het tweede toestel, het eerste van de Belgische vloot, volgde met staartnummer CT-02 op 22 december 2020. De CT-03 werd door de 15de Wing in gebruik genomen op 3 maart 2021, de CT-04, CT-05 en CT-06 volgden op respectievelijk 23 september 2021, 10 november 2021 en 14 januari 2022. Op 11 mei 2022 werd met de CT-07 het totaal op zeven gebracht waarvan zes van de Belgische luchtmacht. De CT-08 die de vloot vervolledigt, werd op 12 januari 2024 geleverd.

### Geschiedenis 21ste smaldeel
Voor de komst in 2020 van de Falcon 7X-toestellen waren er voor personaliteitentransport van 1973 tot 2016 twee Dassault Falcon 20 in dienst, van maart 1995 tot juli 2019 een Dassault Falcon 900 en van 2001 tot 2020 twee Embraer ERJ 145- en twee Embraer ERJ 135-vliegtuigen. Al deze toestellen van het 21ste smaldeel werden en worden ook gebruikt door het koningshuis en de regering voor buitenlandse reizen. 
Voor troepenverplaatsingen en staatstransport van grotere delegaties had het 21ste smaldeel in chronologische volgorde ook van 1958 tot 1976 twee Douglas DC-6A's van 1960 tot 1976 aangevuld met twee Douglas DC-6C's, van 1976 tot 1998 twee Boeing 727-jets, van 1997 tot 2010 twee Airbus A310-toestellen, van 2009 tot 2014 een Airbus A330 van HiFly en sinds 2014 een bij HiFly gehuurde Airbus A321. De A321 werd eind 2020 uit dienst genomen. Voor de continuïteit van de operaties wordt alvast in 2021 en 2022 beroep gedaan op chartervluchten, in de eerste twee maanden van 2021 ging het om twintig vluchten verzorgd door TUI.

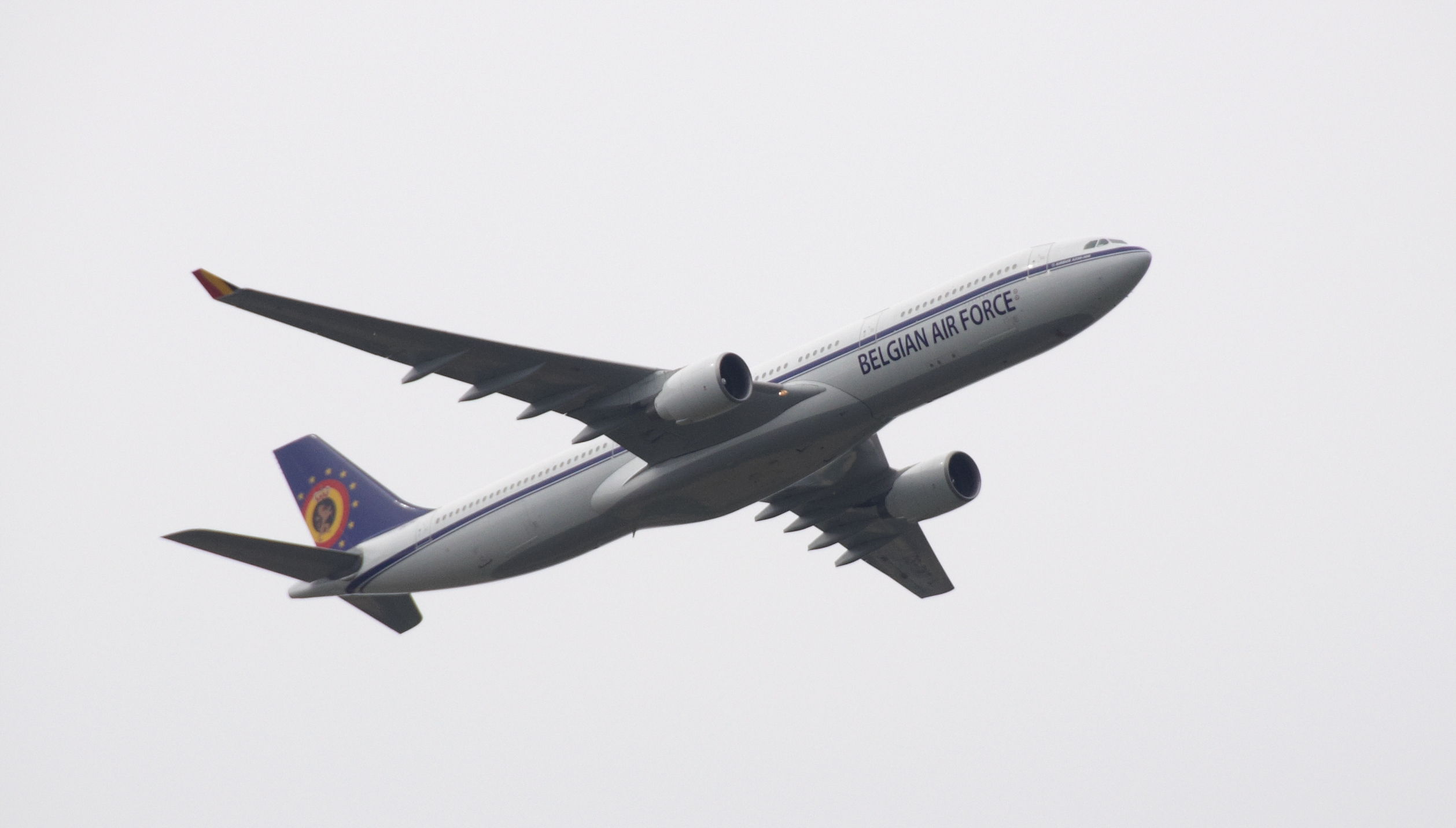
De Airbus A330 van de Belgian Air Force
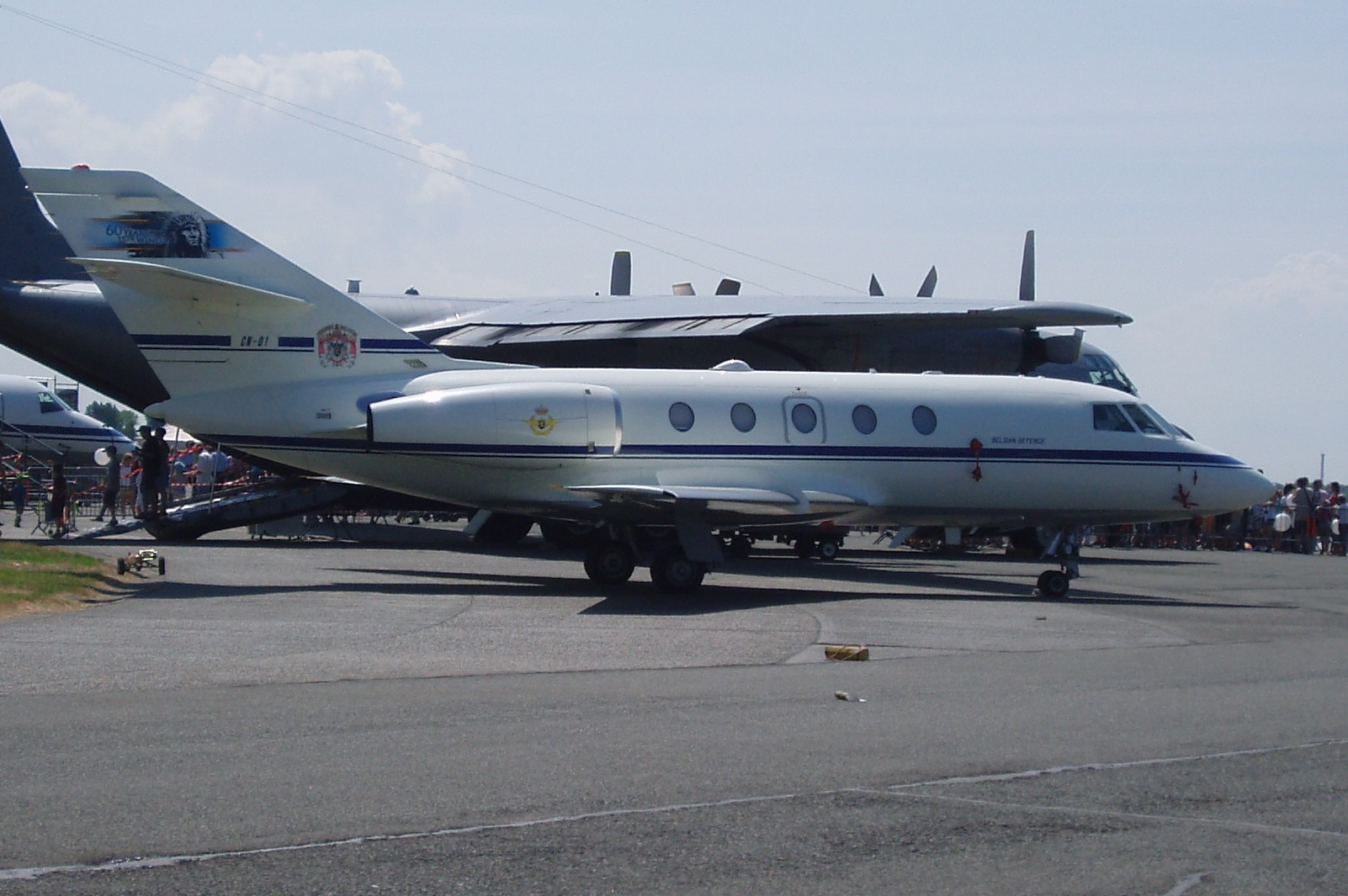
De Falcon 20 van de 15e Wing in Koksijde
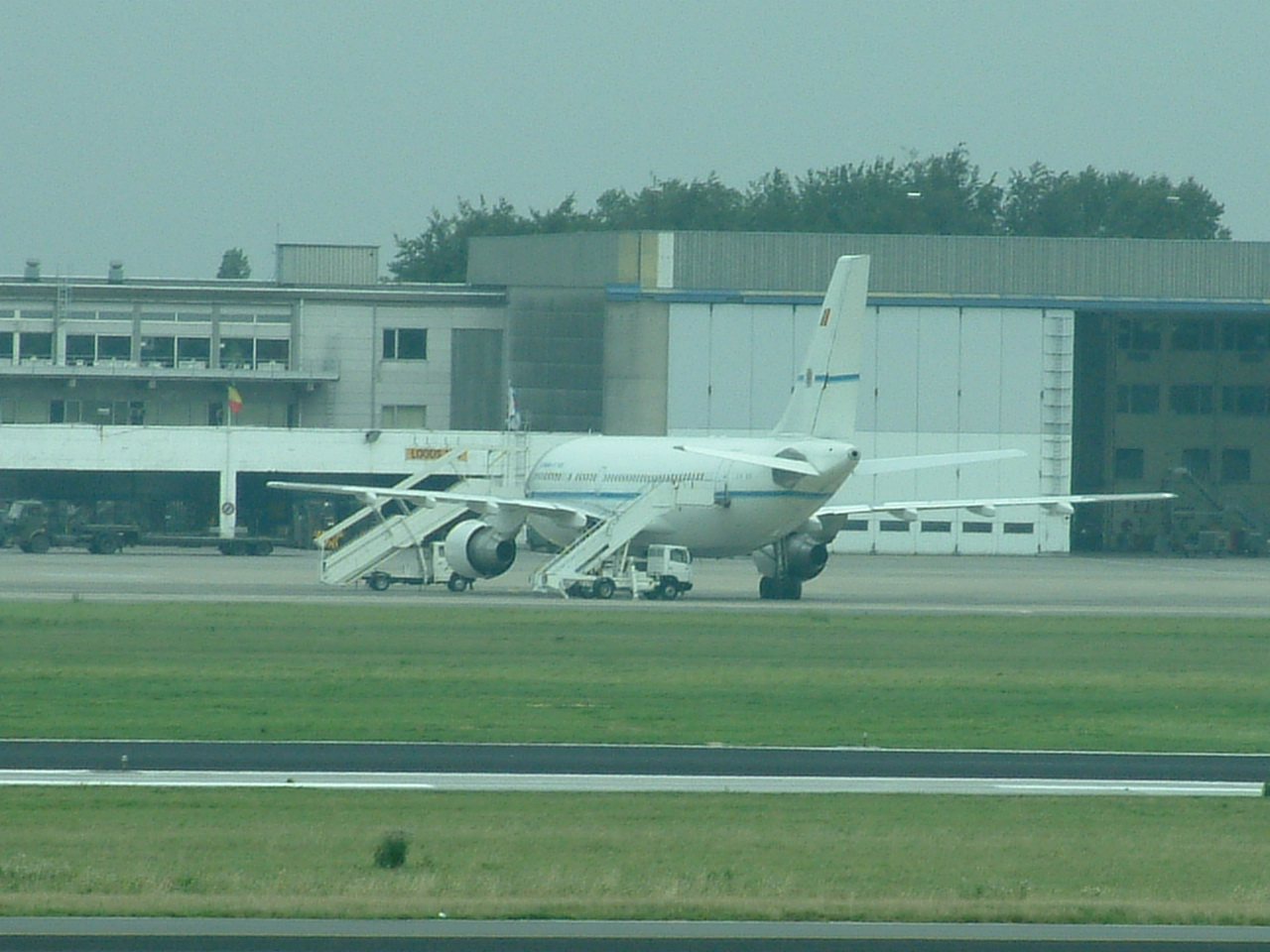
De Belgian Air Force Airbus A310 op de tarmac van Melsbroek
Een Belgian Air Force C-130 landt in de Verenigde Staten
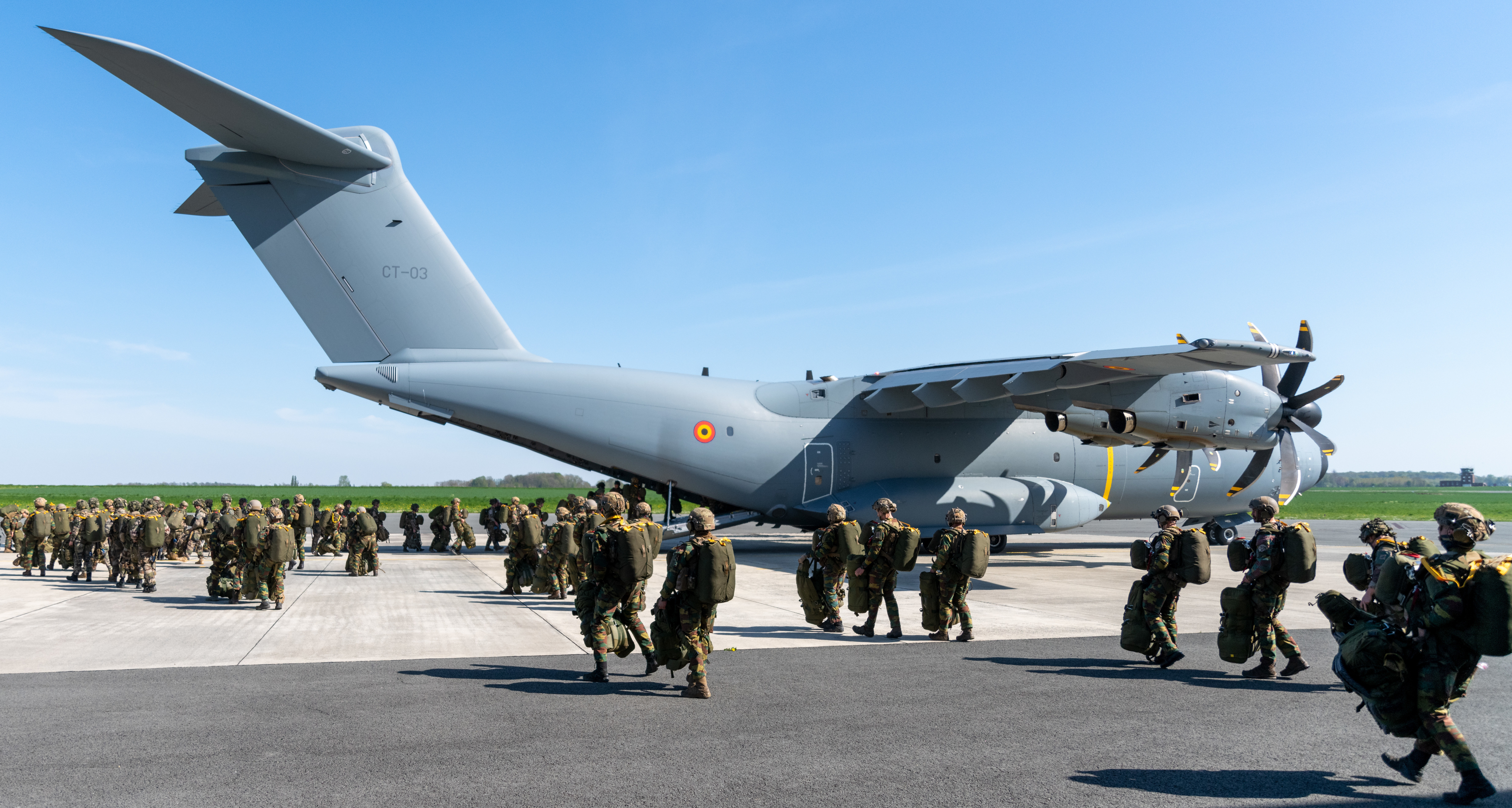
De CT-03 Airbus A400M Atlas van Belgian Air Force in actie op vliegbasis Chièvres